# بروکفورد (کارولینای شمالی)
بروکفورد (به انگلیسی: Brookford) شهری در ایالت کارولینای شمالی کشور ایالات متحده آمریکا است که جمعیت آن در سرشماری سال ۲۰۱۰ میلادی، ۳۸۲ نفر بوده‌است.